# Fiumara (Kalabrien)
Fiumara (im lokalen Dialekt: Sciumara 'i Muru) ist eine süditalienische Gemeinde (comune) mit 840 Einwohnern (Stand 31. Dezember 2023) in der Metropolitanstadt Reggio Calabria in Kalabrien. Die Gemeinde liegt etwa 11,5 Kilometer nordnordöstlich von Reggio Calabria.

## Persönlichkeiten
- Franco Reitano (1942–2012), Musiker
- Mino Reitano (1944–2009), Musiker

## Verkehr
Durch die Gemeinde führt die Strada Statale 670 dei Piani d'Aspromonte von Villa San Giovanni nach Gambarie.